# نوکونوشیما

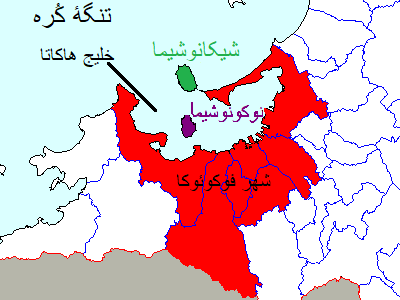
جزیره نوکونوشیما به رنگ بنفش در وسط خلیج هاکاتا مشخص است.

نوکونوشیما (به ژاپنی: 能古島, Nokono Shima) یکی از جزایر استان فوکوئوکا است و در جنوب غربی کشور ژاپن و میانهٔ خلیج هاکاتا واقع شده‌است. مساحت این جزیره ۳٫۹۲ کیلومتر مربع است. از شهر فوکوئوکا تا این جزیره تنها با قایق ۱۰ دقیقه فاصله است. یکی از مراکز تفریحی بشمار می‌آید.

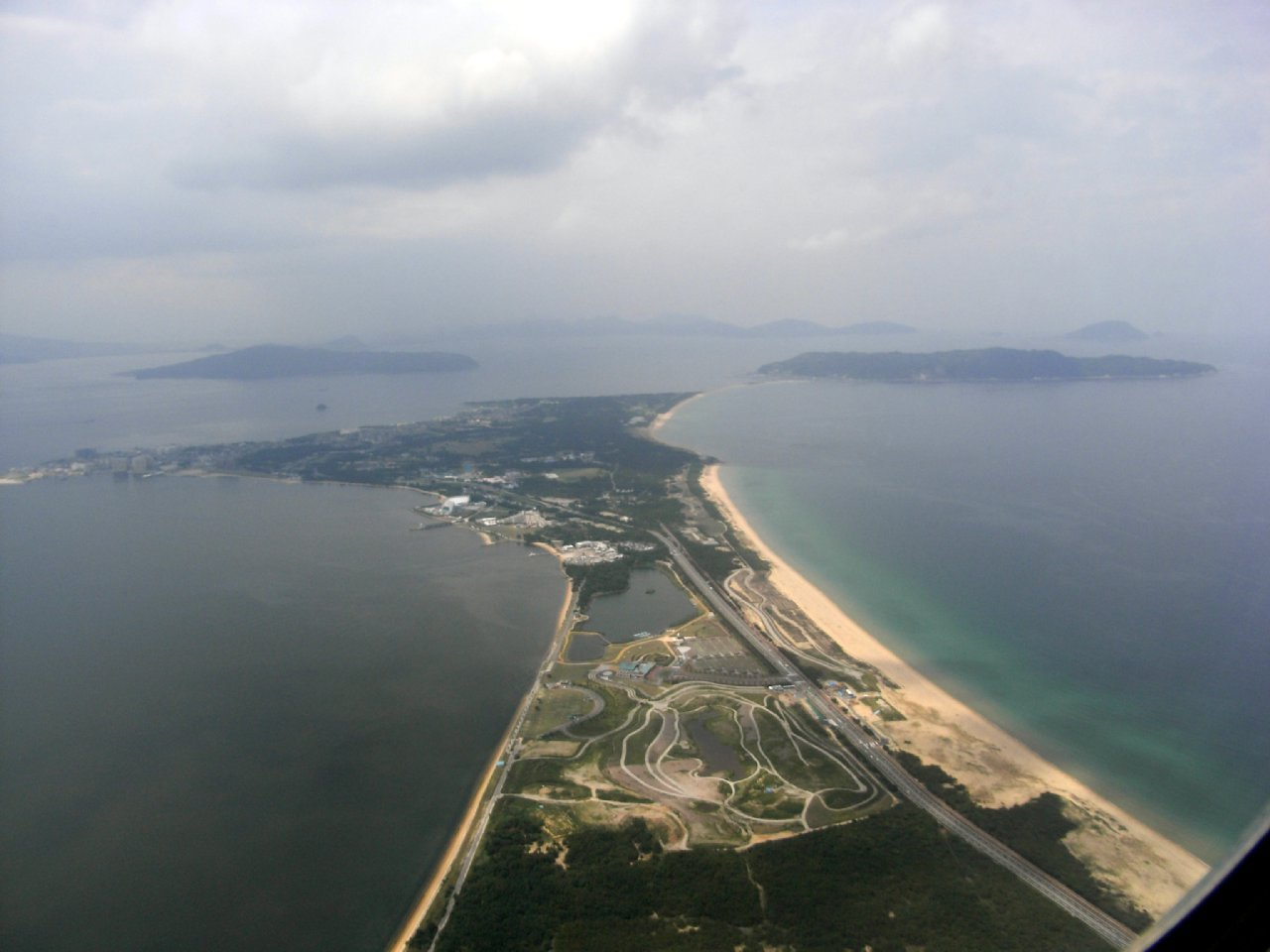
عکس هوایی از جاده اومی نو ناکامیچی این جاده جزیره شیکانوشیما را به کیوشو متصل می‌کند و در طرف راست تصویر قرار گرفته‌است. جزیرهٔ نوکونوشیما توسط دریا احاطه شده و در طرف چپ تصویر دیده می‌شود.